# Alonso Núñez de Castro
Alonso Núñez de Castro (* 1627 in Madrid; † 1695 ebendort) war ein spanischer Historiker, königlicher Chronist von Philipp IV. von Spanien.

## Leben
Er wurde von Philipp IV. zum königlichen Chronisten ernannt.
Der Titel eines seiner Werke gab Anlass zu einem klischeehaften Spruch: Solo Madrid es Corte (Nur Madrid ist der Hof) (vollständiger Titel Libro histórico político: Sólo Madrid es corte y el cortesano en Madrid, 1658).
Seine Arbeit als Chronist umfasste die Fortsetzung der Corona gótica, castellana y austríaca (Die Geschichte der Goten in Spanien), die Saavedra Fajardo begonnen hatte und die von 716 v. Chr. bis zur Herrschaft von Heinrich II. reichte. Saavedra Fajardo hatte sein Werk nur skizziert und den ersten Teil geschrieben. Núñez de Castro setzte das Werk fort und veröffentlichte die erweiterte Ausgabe 1670 in Madrid. („Erster Teil“„Zweiter Teil“, 1671, „Dritter Teil“, 1678). In seinen Werken bediente er sich einer breiten Palette von Primärquellen.
Der barocken Rhetorik entsprechend sind einige seiner Titel besonders ausführlich. Sein Stil wurde als „langweilig“ bezeichnet. Weitere Werke sind: Espejo cristalino de armas para generales valerososos, de desengaños para cristianos príncipes (1648), Séneca impugnado de Séneca en cuestiones políticas y morales (1651), Vida de San Fernando el tercer rey de Castilla y León, ley viva de principes perfectos (1673).